# Valverde de Llerena
Valverde de Llerena és un municipi de la província de Badajoz a la comunitat autònoma d'Extremadura, a la comarca de Campiña Sur.

## Situació
Se situa en les proximitats de Ahillones, en direcció a Guadalcanal, prop ja del límit amb la província de Sevilla. Ocupa un assentament en suau pendent sobre un domini montuoso corresponent als contraforts de Sierra Morena. Pertany a la comarca de Campiña Sud i al Partit judicial de Llerena.